# Чайкино (Акмолинская область)
Ча́йкино (каз. Чайкино) — упразднённое село в Акмолинской области Казахстана. Входило в состав Красноярского сельского округа. 

## История
Чайкино возвели в 1960-х годах как поселок для семей гидрогеологов.

## География
Село Чайкино располагалось на левом берегу реки Шагалалы у западной границы города Кокшетау.
Уличная сеть
В селе четыре улицы (Парковая, Садовая, Геологов, Каныша Сатпаева).
Расстояние до
- районного центра Красный Яр 4 км.
- краевого центра Кокшетау 10 км.

Климат
Классифицируется как влажный континентальный климат с атмосферными осадками (классификация Кёппена: Dfb). По классификации Алисова климат Кокшетау, лежащего в глубине континента, характеризуется как умеренный, с большой изменчивостью температуры, влажности и других метеорологических элементов, как в их суточном, так и в годовом ходе. В районе наблюдается умеренно резко континентальный. Среднегодовая температура составляет около +3 °C. Зима морозная и малоснежная, лето жаркое и сухое.

## Транспорт

### Мосты
- Пешеходный мост между селами Чайкино и Красный Яр. В 2017 году из-за обильных паводковых вод предыдущий мост был повреждён. По рекомендации комиссии по ЧС в 2018 году ТОО «Эксперт Арсенал» был построен новый пешеходный мост (60×3 м). Проектная конструкция, состоит из трёх пролётов плит[2].